# CBUX-FM
CBUX-FM est une station de radio publique non commerciale canadienne qui diffuse le réseau d'Ici Musique de la SRC à la ville de Vancouver en Colombie-Britannique.
Il diffuse un mélange de la musique alternative, du jazz et de la musique classique pour adultes avec des nouvelles d'actualités.
La station de radio diffuse depuis le centre de diffusion régional de la CBC sur la rue Hamilton au quartier de Downtown Vancouver, tandis son émetteur est au sommet de la montagne du Mont Seymour dans le district de North Vancouver.
Il dispose également d'un réémetteur au 88,9 MHz à Victoria, la capitale de la Colombie-Britannique qui a pour indicatif d'appel CBUX-FM-1.

## Histoires
La station de radio a été diffusée le 5 septembre 2002, il diffusait le réseau FM de Radio-Canada en direct, même si la ville de Vancouver se trouve à trois fuseaux horaires de la ville québécoise de Montréal.
À l'automne 2010, les stations de radio d'Espace Musique (aujourd'hui Ici Musique) diffusent la grille horaire du réseau en différé de l'Ouest canadien, en fonction de leurs fuseaux horaires respectifs, conformément aux autres réseaux terrestres de Radio-Canada.
C'est ainsi que les émissions de ce réseau sont désormais diffusées sous le nom de CBUX, trois heures après les postes de radio d'Ici Musique au Québec, de l'Ontario et aux provinces de l'Atlantique. Une grande partie de la programmation du jour a été confiée aux stations locales.
Sur le réseau de CBUX, l'animatrice Monique Polloni animait l'émission de 9 h à midi avant l'animatrice suivante de Célyne Gagnon jusqu'à 15 h.
De plus, André Rhéaume anime une émission de musique du monde provenant de CBUX qui est diffusée sur l'ensemble du réseau à tous les mercredis soirs et les jeudis soirs de 22 h à 1 h du matin, l'heure locale.
Avant l'automne 2010, toutes les stations de radio d'Espace Musique diffusaient l'intégralité de la grille horaire du réseau sans aucun décalage horaire qui sont enregistré. À cette époque, CBUX était une exception partielle : l'émission de Rhéaume, qui a été diffusé à l'époque d'une émission de jazz de deux heures diffusée du lundi au jeudi à 17 h, heure locale, suivie de concerts à 19 h.
C'était l'inverse de l'ordre pour la plupart des stations de radio (concerts à 20 h, jazz à 22 h).
Pendant les Jeux olympiques d'hiver de 2010, CBUX-FM s'est détachée de la grille nationale d'Espace musique pour diffuser un service radiophonique spécial intitulé la radio culturelle, axé sur divers aspects culturels des jeux pour les auditeurs francophones.

## Émetteurs
| Villes   | Identifiant | Fréquence | Puissance   | Classe | Coordonnées géographiques, | Décision CRTC |
| -------- | ----------- | --------- | ----------- | ------ | -------------------------- | ------------- |
| Victoria | CBUX-FM-1   | 88,9 MHz  | 6 700 watts | A      |                            |               |